# Madahoplia monotincta
Madahoplia monotincta är en skalbaggsart som beskrevs av Marc Lacroix 1998. Madahoplia monotincta ingår i släktet Madahoplia och familjen Melolonthidae. Inga underarter finns listade i Catalogue of Life.